# Medizinischer Dokumentar
Der Medizinische Dokumentar ist ein Beruf im Informationsmanagement der Medizin. Er umfasst die Organisation, Dokumentation, Statistik und informationstechnische Aufbereitung medizinischer Daten (vgl. Medizinische Dokumentation).

## Hintergrund
Die erste Schule für Medizinische Dokumentation in Deutschland entstand 1969 am Universitätsklinikum Ulm. Die Ausbildung zum Medizinischen Dokumentar dauert insgesamt drei Jahre, die Ausbildung zum Medizinischen Dokumentationsassistenten je nach Bundesland zwei bis drei Jahre und setzt sich aus den Bereichen Medizin, Statistik, Dokumentation, Informatik, Organisation, Beruf und Recht zusammen. Vertiefungen in den einzelnen Bereichen können beinhalten: Arzneimittelforschung und Arzneimittelsicherheit, Koordination klinischer und epidemiologischer Studien, Data Management, Biometrie und Statistik, Datenbankkonzeption, -entwicklung und -verwaltung, Gesundheitsökonomie, Medizincontrolling und Qualitätsmanagement.
In Deutschland gibt es noch zwei Schulen, an denen die Ausbildung zum Medizinischen Dokumentar angeboten wird: Die Schule für Medizinische Dokumentation am Universitätsklinikum Gießen und Marburg (eröffnet 1971) und die Berufliche Schule an der Universitätsmedizin Greifswald.
Es gibt eine wachsende Anzahl an Studiengängen auf dem Gebiet der medizinischen Dokumentation, sowohl Bachelor- als auch Masterstudiengänge. Die theoretischen Kenntnisse werden, wie im Rahmen der Ausbildungen, durch zwei bis drei Fachpraktika an verschiedenen Stellen im In- und Ausland vertieft.
Eingangsvoraussetzung für die Ausbildung zum Medizinischen Dokumentar ist in der Regel das Abitur oder die Fachhochschulreife, in Einzelfällen genügt eine gute mittlere Reife. Für die Ausbildung zum Medizinischen Dokumentationsassistenten ist eine mittlere Reife, eine Fachschulreife oder ein Hauptschulabschluss mit erfolgreich abgeschlossener Ausbildung erforderlich. Für das Studium wird ein Abitur oder die Fachhochschulreife benötigt.
Tätigkeitsfelder für Medizinische Dokumentare sind Kliniken und Institute, Diagnosezentren, Krankenhäuser und Arztpraxen, aber auch die pharmazeutische Industrie, Arzneimittelzulassung und Gesundheitsämter. Es bestehen Weiterbildungsmöglichkeiten und Spezialisierungen etwa im Bereich der Tumordokumentation, in der klinischen Forschung oder als Kodierfachkraft.